# Snow White (2001)
Snow White ist ein US-amerikanisch-kanadischer Fantasyfilm von Regisseurin Caroline Thompson. Er wurde im Jahr 2001 veröffentlicht und ist einer der Märchenfilme zu dem Märchen Schneewittchen der Brüder Grimm.

## Handlung
Die Mutter Schneewittchens Josephine ist bei der Geburt ihres Kindes gestorben. Ihr Vater John weint, seine Tränen befreien einen mit dem Fluch belegten Geist. Dieser beschenkt den Mann mit einem Königreich und mit der neuen Frau, Elspeth.
Elspeth ist neidisch, dass nicht sie, sondern das Schneewittchen die schönste Frau des Landes ist. Sie versucht, ihre Stieftochter zu töten.

## Kritiken
Anthony Clarke schrieb auf www.dvdfuture.com, die Kulissen wirken in mehreren Szenen wie in einer Amateurvorstellung eines Schultheaters. Nur Miranda Richardson scheint sich wirklich Mühe zu geben mit ihrer Rolle.
Barrie Maxwell schrieb auf www.dvdverdict.com, der Film sei interessant und habe gewissen Charme. Kristin Kreuk in der Rolle des Schneewittchens enttäusche jedoch; sie sei schön, aber habe nicht genügend Persönlichkeit. Die Dialoge wirken deplatziert.